# Karl Michael Armer
Karl Michael Armer (ur. 1950) – niemiecki pisarz science-fiction.

## Życiorys
Debiutował w 1977. Autor m.in. opowiadań publikowanych w Polsce na łamach "Fantastyki" (Już po wszystkim, Przez wszechświat gnam, szubiduba). W 2005 otrzymał prestiżową Deutscher Science Fiction Preis za najlepsze niemieckojęzyczne opowiadanie science-fiction (za utwór Die Asche des Paradieses). 